# Strahan Glacier
Strahan Glacier är en glaciär i Antarktis. Den ligger i Östantarktis. Australien gör anspråk på området. Strahan Glacier ligger 8 meter över havet.
Terrängen runt Strahan Glacier är varierad. Havet är nära Strahan Glacier åt nordost. Trakten är obefolkad. Det finns inga samhällen i närheten.